# Dzięcioły (Grande-Pologne)
Pour les articles homonymes, voir Dzięcioły.
Dzięcioły est une localité polonaise de la gmina de Brzeziny, située dans le powiat de Kalisz en voïvodie de Grande-Pologne.